# Olidiana mutabilis
Olidiana mutabilis är en insektsart som beskrevs av Nielson 1982. Olidiana mutabilis ingår i släktet Olidiana och familjen dvärgstritar. Inga underarter finns listade i Catalogue of Life.